# エドソン・ブラーフハイト
エドソン・レーン・ブラーフハイト（Edson René Braafheid, 1983年4月8日 - ）は、スリナム共和国パラマリボ出身の元サッカー選手。現役時代のポジションは左サイドバック及びセンターバック。

## クラブ経歴

### オランダ
ユトレヒト

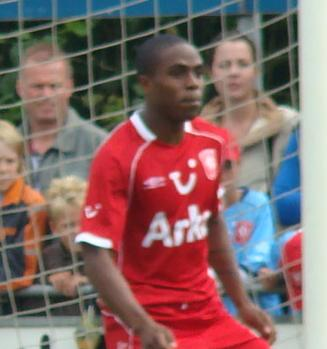
トゥウェンテでのブラーフハイト

ユース時代は様々なアマチュアクラブでのプレイを経て、最終的にFCユトレヒトの下部組織に入団。2003-04シーズンに同クラブのトップチームへ昇格を果たし、13試合に出場した。以降を中心選手として起用され、3季半の在籍でリーグ戦81試合に出場した。
トゥウェンテ
2007-08シーズン冬の移籍期間にユトレヒトとの契約満了を迎えたため自由移籍で同リーグのFCトゥウェンテと3年契約を締結し、2007年2月10日のフェイエノールト戦で移籍後初出場を飾った。ユトレヒトでは左サイドバックとして輝きを放ったが、トゥウェンテでは頑強なセンターバックという新境地を開拓し、以降ラモン・ゾメル（en）とコンビを形成。フレット・ルッテン監督のおかげで、人目を引く程度のタレントから素晴らしいセンターバックに変貌した。

### バイエルン
トゥウェンテとは2010年までの契約を結んでいたが、2009年6月11日に移籍金250万ユーロでバイエルン・ミュンヘンと4年契約を締結。8月8日にTSG1899ホッフェンハイムとの開幕戦で84分にバスティアン・シュヴァインシュタイガーと交代で初出場を飾った。しかし、前半戦を通してポジションを獲得することができず、2010年2月1日にスコットランド1部のセルティックFCへ半年間の期限付き移籍が決定。バイエルンのルイ・ファン・ハール監督は「ファンの支持を得られなかったため」だと説明しているが、一方で11月6日のボルシア・メンヒェングラートバッハ戦中にロッカールームでの監督との喧嘩により確執があったためだとされる。

### セルティック
2010 FIFAワールドカップの一員に選出されるため、出場機会を増やしアピールすることを目的として移籍したセルティックでは、同胞のグレン・ローフェンスとヨス・ホーイフェルトと共にプレイすることとなった。2月7日にスコティッシュカップのダンファームリン・アスレティックFC戦（4-2勝利）で公式戦初出場。2月10日にハート・オブ・ミドロシアンFC戦でリーグ戦初出場してから7試合連続で先発出場したが、3月25日のキルマーノックFC戦後にトニー・モウブレイ（en）監督が解任されると、以後の5試合はトップチームから外れた。

### ホッフェンハイム
2010-11シーズンはバイエルンで開幕を迎えたが、3試合と少ない出場機会でオウンゴールを記録するなど振るわなかったため、同僚のダヴィド・アラバや同胞のライアン・バベルに続き、2011年1月27日に同リーグのホッフェンハイムと3年半の契約を交わした。2月5日の1.FCカイザースラウテルン戦（ホーム3-2勝利）が移籍後初出場となったが、勝ち点3をクラブが獲得する中でブラーフハイトはヴェダド・イビシェヴィッチに代わり途中出場すると、クリスティアン・ティファート（de）に対する行為で僅か6分後に一発退場処分を受けた。3月12日のボルシア・ドルトムント戦で2試合目の出場を果たし、同試合からシーズン最終節まで9試合連続で先発出場した。
トゥウェンテ復帰
2012年8月31日に古巣のトゥウェンテへの期限付き移籍が決定。

## 代表経歴

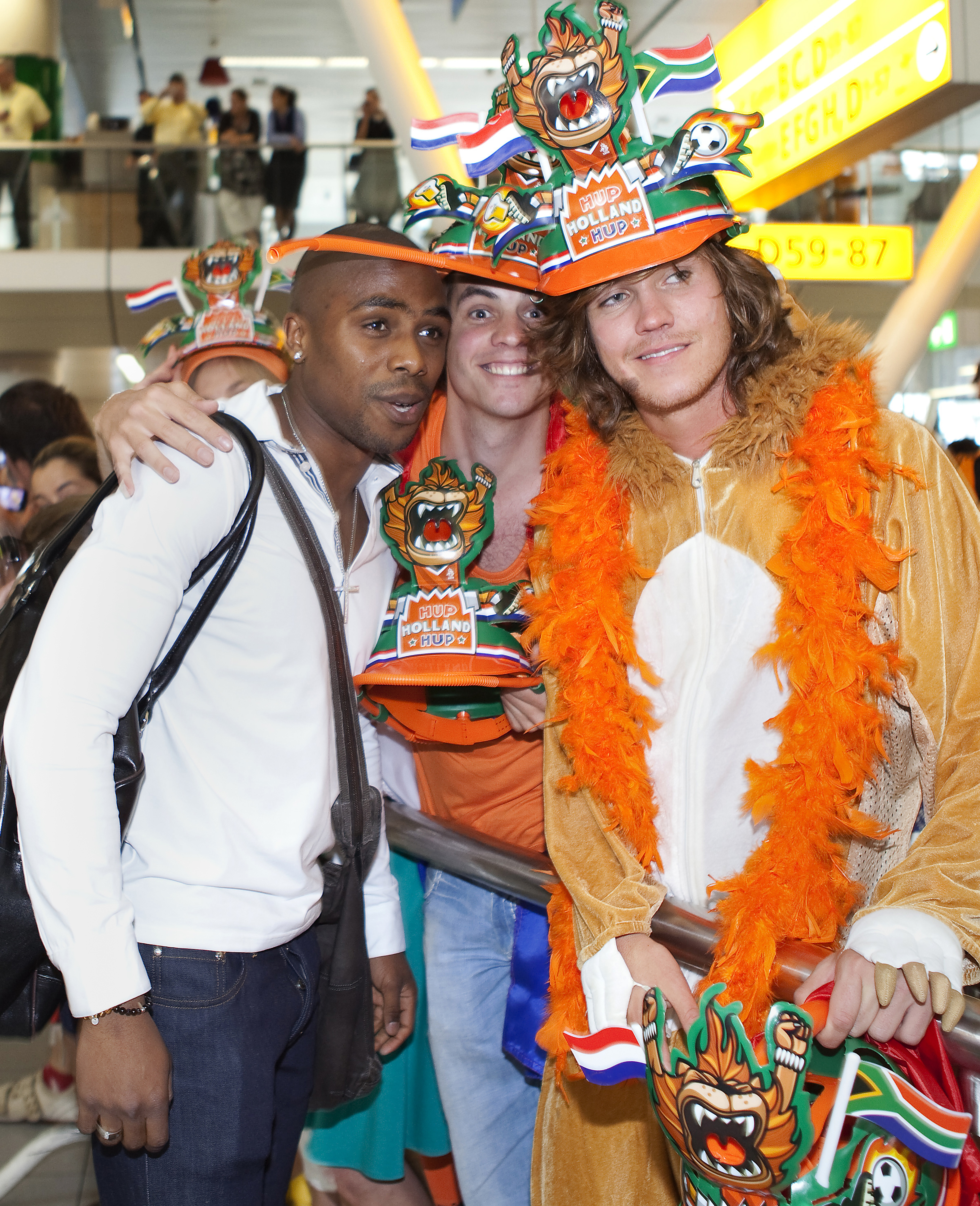
ブラーフハイトとオランダのファン

U-21代表としてポルトガルで開催されたUEFA U-21欧州選手権2006で優勝。2008年11月19日にスウェーデンユースとの親善試合でB代表初出場を飾った。
2008年初頭に評論家のHugo Borstはブラーフハイトのことを真のディフェンダーを評し、マルコ・ファン・バステン監督の下でUEFA EURO 2008のメンバーに招集されるべきだと述べた。また、オランダのファンはヤープ・スタムやフランク・デ・ブールを始めとした有能なDF達が代表引退した後の守備ラインを批判し、ポスト・スタム時代は許した得点はごく僅かにもかかわらず守備が最大の弱点と考えられていた。最終的に同大会の一員に選出されなかったものの、同年夏にトゥウェンテでの同僚ロブ・ウィーラールト（nl）（オーバーエイジ枠）と共に北京オリンピックのオランダ代表メンバーに招集された。しかし、トゥウェンテは昨季のプレイオフでアヤックス・アムステルダムを破り出場権を獲得したUEFAチャンピオンズリーグ予選を控えていたため、代表に合流することは許されなかった。
2009年2月11日にチュニジア戦でA代表初出場を飾る。2010 FIFAワールドカップ・ヨーロッパ予選には1試合しか起用されていなかったが、予選突破確定後にポジションを掴むことに成功。その結果、2010年5月11日に2010 FIFAワールドカップに向けた候補30人に選出され、5月27日にベルト・ファン・マルワイク監督の下で本大会の最終メンバー23人に選出された。同大会ではグループリーグから準決勝までは出番がなかったが、決勝のスペイン戦で延長途中にジョバンニ・ファン・ブロンクホルストと交代で初出場すると、試合終了間際に自身の頭にボールが当たり偶然ボレーとなるも、幸いにもGKマールテン・ステケレンブルフの腕の中に落ち、事なきを得た。最終的にチームは破れ準優勝に終わった。
スリナム
スリナム出身者やスリナムに起源を持つ選手達で構成されたスリプロフスで度々チャリティーマッチに出場し、2009年にはWensley Bundel監督の下でスリナム代表とスリプロフスの混成チームでPARBOビールカップに参加した。同大会はFIFA主催ではないため、オランダ代表選手にもかかわらず、4ヶ国による親善試合に出場が可能だった。

## 個人成績
2012-13シーズン終了時点
| シーズン | クラブ                  | 国             | リーグ                   | 出場 | 得点 |
| -------- | ----------------------- | -------------- | ------------------------ | ---- | ---- |
| 2003-04  | FCユトレヒト            | オランダ       | エールディヴィジ         | 14   | 0    |
| 2004-05  | FCユトレヒト            | オランダ       | エールディヴィジ         | 23   | 0    |
| 2005-06  | FCユトレヒト            | オランダ       | エールディヴィジ         | 31   | 2    |
| 2006-07  | FCユトレヒト            | オランダ       | エールディヴィジ         | 13   | 0    |
| 2006-07  | FCトゥウェンテ          | オランダ       | エールディヴィジ         | 11   | 0    |
| 2007-08  | FCトゥウェンテ          | オランダ       | エールディヴィジ         | 32   | 0    |
| 2008-09  | FCトゥウェンテ          | オランダ       | エールディヴィジ         | 33   | 1    |
| 2009-10  | バイエルン・ミュンヘン  | ドイツ         | ブンデスリーガ           | 9    | 0    |
| 2009-10  | セルティックFC (loan)   | スコットランド | スコティッシュ・プレミア | 10   | 0    |
| 2010-11  | バイエルン・ミュンヘン  | ドイツ         | ブンデスリーガ           | 3    | 0    |
| 2010-11  | TSG1899ホッフェンハイム | ドイツ         | ブンデスリーガ           | 10   | 0    |
| 2011-12  | TSG1899ホッフェンハイム | ドイツ         | ブンデスリーガ           | 21   | 1    |
| 2012-13  | FCトゥウェンテ (loan)   | オランダ       | エールディヴィジ         | 25   | 0    |
| 通算     | 通算                    | 通算           | 通算                     | 211  | 4    |

## 代表歴

### 出場大会
- オランダ代表
  - 2010 FIFAワールドカップ

### 試合数
- 国際Aマッチ 10試合 0得点（2009年-2011年）[15]

| オランダ代表 | 国際Aマッチ | 国際Aマッチ |
| 年           | 出場        | 得点        |
| ------------ | ----------- | ----------- |
| 2009         | 5           | 0           |
| 2010         | 3           | 0           |
| 2011         | 2           | 0           |
| 通算         | 10          | 0           |

## タイトル
クラブ
FCユトレヒト
- KNVBカップ : 2004

代表
U-21オランダ代表
- UEFA U-21欧州選手権 : 2006